# Celso Scarpini
Celso Scarpini, né le 27 novembre 1944, est un ancien joueur brésilien de basket-ball. Il évolue durant sa carrière au poste d'arrière.

## Palmarès
- Finaliste des Jeux panaméricains de 1963